# Фадини, Рубенс
Рубенс Фадини (итал. Rubens Fadini; 1 июня 1927, Йоланда-ди-Савоя, Эмилия-Романья, Италия — 4 мая 1949, Суперга, Турин) — итальянский футболист, играл на позиции полузащитника. Чемпион Италии.

## Спортивная карьера
В 1945 году стал игроком клуба «Галларатезе». За два сезона провел 45 матчей в Серии «В». Своей игрой привлек внимание руководства клуба «Торино». Кроме Рубенса Фадини в сезон 1948 года состав тогдашнего лидера итальянского футбола пополнили: Дино Балларин («Клодия»), Эмиле Бонджорни (парижский «Расинг»), Юлиус Шуберт (братиславский «Слован»), Роже Грава (французский «Рубе-Туркуэн») и Пьеро Оперто («Казале»).
В Серии «А» дебютировал 7 октября 1948 года, туринцы победили «Лацио» с минимальным счетом 1:0. В сезоне 1948/49 года провел в составе больше всего матчей среди новичков «Торино», отметился забитым мячом в ворота «Милана» 6 марта 1949 года (победа со счетом 4:1).
Весной 1949 года руководство туринского клуба приняло приглашение от португальского гранда, «Бенфики», принять участие в товарищеской игре в честь одной из крупнейших тогдашних звезд лиссабонского клуба, Франсишку Феррейры. Игра состоялась 3 мая 1949 года в Лиссабоне и завершилась поражением итальянцев со счетом 3:4. На следующий день команда «Торино», работники клуба и журналисты вылетели домой рейсом Лиссабон—Барселона—Турин.
Близ Савоны самолёт начал снижаться в связи со сложными погодными условиями. Примерно в 17:03 — осуществил поворот для захода на посадку и вскоре столкнулся с каменной оградой базилики Суперга на вершине одноимённой горы, возвышающейся над окрестностями Турина. В результате авиакатастрофы все четыре члена экипажа и 27 пассажиров погибли на месте.
На момент гибели основного состава «Торино», до завершения сезона в Серии A оставалось четыре тура и команда возглавляла чемпионскую гонку. В последних турах, честь клуба защищали игроки молодёжной команды. Все соперники в этих матчах («Дженоа», «Палермо», «Сампдория» и «Фиорентина»), из уважения к погибшим чемпионам, также выставляли на поле молодёжные составы своих клубов. Молодёжная команда «Торино» победила во всех последних играх сезона, одержав таким образом посмертный чемпионский титул для своих товарищей.

## Достижения
- Чемпион Италии (1):

«Торино»: 1948-49

## Память
В 1951 году стадион в городе Джулианова (провинция Терамо) местный стадион был переименован в «Стадио Рубенс Фадини».

## Ссылка
- Данные об игроке в «Энциклопедии футбола». (итал.)